# Shelley Long
Shelley Lee Long, actriu estatunidenca nascuda el 23 d'agost del 1949 a Fort Wayne, Indiana. Famosa pel seu paper de Diana a la sèrie televisiva Cheers, i per protagonitzar, juntament amb Tom Hanks, la comèdia The Money Pit.

## Trajectòria
Comença la seva carrera a finals dels setanta, quan ja frega la trentena; treballa en algunes de les sèries més importants d'aquesta època com The Love Boat o M*A*S*H. Participa també en la pel·lícula Cavernícola juntament amb l'ex beatle Ringo Starr, a més de protagonitzar alguna pel·lícula per a la televisió. El 1982, comença a protagonitzar la sèrie Cheers, que es convertirà en una de les sèries més reeixides de la televisió nord-americana i va a reportar gran popularitat a Long, el que la portarà a protagonitzar pel·lícules a la pantalla gran.
El 1984 és la companya del repartiment de Ryan O'Neal en la comèdia Diferències irreconciliables, on també treballen futures estrelles com Drew Barrymore o Sharon Stone. El 1986 protagonitza la seva pel·lícula més recordada: The Money Pit, del director Richard Benjamin i amb Tom Hanks com a company d'interpretació (amb qui ja havia treballat a Losin' It, el 1983). En aquests moments Long viu els seus millors anys en el cinema. L'any següent protagonitza la comèdia Outrageous Fortune juntament amb Bette Midler, el 1987 Hello Again, on interpreta un fantasma, i el 1989 Troop Beverly Hills. Tot i que cap pel·lícula és un títol massa important, sí que permeten que creixi la popularitat de l'actriu que es va consolidant en el cinema, i abandona la sèrie que li ha donat la fama i li ha fet guanyar un Emmy. El 1990 protagonitza No li parlis a ella de mi, juntament amb Steve Guttenberg, popular en aquests moments per protagonitzar Boja Acadèmia de Policia. Però a principis dels noranta torna a les pel·lícules per a televisió, i fins i tot el 1993 torna a Cheers. Tornarà al cinema per a participar en la versió cinematogràfica de La tribu dels Brady. Tot i que des de llavors la majoria de les seves aparicions han estat al mitjà televisiu, tornant a interpretar ocasionalment el paper de Diana, que li va donar fama a Cheers, al spin-off d'aquesta, Frasier.

## Filmografia
- A Small Circle of Friends (1980)
- Cavernícola (Caveman) (1981)
- Torn de nit (Night Shift) (1982)
- Losin' It (1983)
- Welcome to Paradise (1984)
- Irreconcilable Differences (1984)
- The Money Pit (1986)
- Outrageous Fortune (1987)
- Hello Again (1987)
- Troop Beverly Hills (1989)
- Don't Tell Her It's Me (també titulada The Boyfriend School) (1990)
- Frozen Assets (1992)
- The Brady Bunch Movie (1995)
- A Very Brady Sequel (1996)
- The Adventures of Ragtime (1998)
- El doctor T i les dones (Dr. T & The Women) (2000)
- Honeymoon with Mom (2006)
- Trust Me (2007)
- A Couple of White Chicks at the Hairdresser (2007)
- Mr. Vinegar and the Curse (2008)
- Pizza Man (2010)
- A Fonder Heart (2011)

Intervencions petites:
- The Key (1977) (veu)

## Televisió
- The Love Boat (un episodi, 1978)
- The Dooley Brothers (1979)
- The Cracker Factory (1979)
- The Promise of Love (1980)
- M*A*S*H (sèrie) (actriu convidada, 1980)
- Ghost of a Chance (1981)
- The Princess and the Cabbie (1981)
- Cheers (1982-1987; aparició com a actriu convidada al capítol final del 1993)
- The Lives of Truddi Chase (1990)
- Fatal Memories (1992)
- A Message from Holly (1992)
- Basic Values: Sex, Shock & Censorship in the 90's (1993)
- Good Advice (1993-1994)
- Count on Me (1994)
- The Women of Spring Break (1995)
- Lois & Clark: The New Adventures of Superman (un episodi, 1995)
- Freaky Friday (pel·lícula per a televisió) (1995)
- Susie Q (1996)
- A Different Kind of Christmas (1996)
- Frasier (aparicions com a convidada, 1996 i 2001)
- Melinda: First Lady of Magic (1997)
- Kelly Kelly (1998) Amb Shelley Long com a coproductora (cancel·lada després de set episodis)
- Wicked Witch (un episodi, 1998)
- Jingle Bells (1999) (veu)
- Vanished Without a Trace (1999)
- The Brady Bunch in the White House (2002)
- The Santa Trap (2002)
- Boston Legal (Temporada 1, episodi 17: Death Be Not Proud) (2005)
- Falling in Love with the Girl Next Door (pel·lícula per a la televisió) (2006)
- Modern Family (2009, actriu convidada)
- Ice Dreams (2010)